# ABA Liga 2019-2020
La ABA Liga 2019-2020 è la 19ª edizione della Lega Adriatica. Il 12 marzo 2020, in seguito alla pandemia causata dalla diffusione del virus COVID-19, la Lega ha deciso dapprima di sospendere e poi, il 27 maggio, di cancellare la stagione senza assegnare il titolo di campione.

## Squadre

### Promozione e retrocessione
Partecipano 12 squadre, di cui 11 provenienti dalla stagione 2018–19 e una promossa dalla ABA 2 Liga 2018-2019.
Squadra promossa dalla ABA 2 Liga
- KK Koper Primorska

Squadra retrocessa in ABA 2 Liga
- Union Olimpija

### Squadre partecipanti
Serbia
- FMP Belgrado
- Mega Belgrado
- Partizan
- Stella Rossa

 Slovenia
- Cedevita Olimpija[4]
- Krka Novo mesto
- Primorska

 Croazia
- Cibona Zagabria
- Zara

 Montenegro
- Budućnost
- Mornar Bar

 Bosnia ed Erzegovina
- Igokea

## Regular season
Classifica aggiornata al 11 marzo 2020
|     | Squadra                  | G  | V  | P  | PF   | PS   | Diff. | P.ti |
| --- | ------------------------ | -- | -- | -- | ---- | ---- | ----- | ---- |
| 1.  | Partizan NIS             | 21 | 17 | 4  | 1754 | 1538 | +216  | 38   |
| 2.  | Budućnost VOLI Podgorica | 21 | 15 | 6  | 1713 | 1517 | +196  | 36   |
| 3.  | Stella Rossa mts         | 21 | 14 | 7  | 1758 | 1562 | +196  | 35   |
| 4.  | Cedevita Olimpija        | 21 | 13 | 8  | 1766 | 1716 | +50   | 34   |
| 5.  | Mornar Bar               | 21 | 13 | 8  | 1774 | 1754 | +20   | 34   |
| 6.  | Koper Primorska          | 21 | 12 | 9  | 1640 | 1687 | -47   | 33   |
| 7.  | FMP Belgrado             | 21 | 10 | 11 | 1767 | 1729 | +38   | 31   |
| 8.  | Igokea                   | 21 | 7  | 14 | 1670 | 1779 | -109  | 28   |
| 9.  | Cibona Zagabria          | 21 | 7  | 14 | 1606 | 1734 | -128  | 28   |
| 10. | Zadar                    | 21 | 6  | 15 | 1655 | 1769 | -114  | 27   |
| 11. | Mega Bemax               | 21 | 6  | 15 | 1693 | 1832 | -139  | 27   |
| 12. | Krka                     | 21 | 6  | 15 | 1496 | 1675 | -179  | 27   |

## Squadre della Lega Adriatica partecipanti nelle competizioni europee
| Squadra                  | Competizione     | Andamento        |
| ------------------------ | ---------------- | ---------------- |
| Stella Rossa mts         | Euroleague       | Regular season   |
| Partizan NIS             | Eurocup          | Quarti di finale |
| Budućnost VOLI Podgorica | Eurocup          | Regular season   |
| Cedevita Olimpija        | Eurocup          | Regular season   |
| Mornar Bar               | Champions League | Regular season   |

in corsivo le fasi raggiunte nella competizione ancora in corso